# Mireya Moscoso
Mireya Moscoso (Panama-Stad, 1 juli 1946) was van 1999 tot 2004 de presidente van Panama. Ze was daarvoor lid van de Panameñistische Partij.
In 1994 deed Moscoso een poging voor het presidentschap, maar legde het bij de verkiezingen af tegen Ernesto Pérez Balladares. Vijf jaar later werd ze wel verkozen, waardoor zij de eerste vrouwelijke presidente werd van Panama. Tijdens haar verkiezingscampagne waren haar belangrijkste punten de strijd tegen de armoede, het verbeteren van het onderwijs en de privatisatie af te remmen. Haar voornaamste tegenstrever was Martín Torrijos, die in 2004 werd verkozen tot Moscoso's opvolger. Gedurende haar ambtstermijn werd onder andere het Panamakanaal door de Verenigde Staten overgedragen aan Panama.
Aan het einde van haar ambtstermijn was Moscoso zeer impopulair, doordat er vermoedens waren voor corruptie. 